# Diplomatic Immunity
Albums de The Diplomats
Diplomatic Immunity 2
(2004)
Singles
1. Built This City
Sortie : 2002
2. Bout It Bout It Part III
Sortie : 2002
3. Gangsta
Sortie : 2002
4. Dipset Anthem
Sortie : 2003

Diplomatic Immunity est le premier album studio des Diplomats, sorti le 25 mars 2003.

## Liste des titres

### Disque 1
| No  | Titre                                                                           | Contient un (des) sample(s) de                                                                   | Durée |
| --- | ------------------------------------------------------------------------------- | ------------------------------------------------------------------------------------------------ | ----- |
| 1.  | Un Casa (featuring Un Casa – Produit par Brian « All Day » Miller & Kanye West) |                                                                                                  | 3:38  |
| 2.  | Juelz Santana (Interlude)                                                       |                                                                                                  | 0:56  |
| 3.  | Who I Am (Produit par The Heatmakerz)                                           | Who Am Ides O'Jays                                                                               | 4:19  |
| 4.  | Ground Zero (Produit par Jamahl et Spike)                                       | Headed for Heartbreak de Winger                                                                  | 5:13  |
| 5.  | Real Niggas (Interlude) (featuring Monique Chandler)                            |                                                                                                  | 1:28  |
| 6.  | Real Niggas (Produit par DR Period)                                             | Cry Together des O'Jays                                                                          | 3:46  |
| 7.  | Have You Seen Juelz Santana (Interlude) (featuring Shaniqua Williams)           |                                                                                                  | 0:44  |
| 8.  | More Than Music (Produit par The Heatmakerz)                                    | Help (Somebody Please) des O'Jays                                                                | 4:08  |
| 9.  | Beautiful Noise (Produit par Charlemagne et E-Bass)                             |                                                                                                  | 4:39  |
| 10. | Dipset Anthem (Produit par The Heatmakerz)                                      | One in a Million de Sanchez Death Around the Corner de 2Pac Niggas Bleed de The Notorious B.I.G. | 4:09  |
| 11. | Hey Ma (Remix) (Produit par DR Period)                                          |                                                                                                  | 5:17  |
| 12. | Hell Rell (Interlude)                                                           |                                                                                                  | 2:13  |
| 13. | This Is What I Do (Produit par The Heatmakerz)                                  |                                                                                                  | 4:05  |
| 14. | Gangsta (Produit par Ralph Random)                                              |                                                                                                  | 5:14  |
| 15. | Hell Rell Freestyle (featuring Hell Rell)                                       |                                                                                                  | 1:46  |

### Disque 2
| No  | Titre                                                                      | Contient un (des) sample(s) de                                            | Durée |
| --- | -------------------------------------------------------------------------- | ------------------------------------------------------------------------- | ----- |
| 1.  | I Really Mean It (Produit par Just Blaze)                                  | I Got Over Love (Live) de Major Harris                                    | 4:22  |
| 2.  | My Love (featuring Freeway – Produit par The Heatmakerz)                   | Look What You've Done des Moments                                         | 3:22  |
| 3.  | I Love You (Produit par The Heatmakerz)                                    |                                                                           | 4:11  |
| 4.  | Purple Haze (Produit par The Heatmakerz)                                   | Too Blind to See de Dorothy Moore                                         | 4:37  |
| 5.  | The First (Produit par HirOshima)                                          | Let There Be Light de Jeff Tyzik 1st of Tha Month de Bone Thugs-N-Harmony | 4:55  |
| 6.  | Juelz Santana The Great (Produit par The Heatmakerz)                       | Come to Me de Thelma Houston                                              | 4:57  |
| 7.  | DJ Enuff Freestyle (Produit par The Heatmakerz)                            | Mirror of My Soul d'O.V. Wright                                           | 5:11  |
| 8.  | What's Really Good (featuring DMX – Produit par Paperchase Inc)            |                                                                           | 6:02  |
| 9.  | I'm Ready (Produit par The Heatmakerz)                                     | Yes, I'm Ready de Barbara Mason                                           | 4:41  |
| 10. | Bout It Bout It...Part III (featuring Master P – Produit par Craig Lawson) | I'm Bout' It, Bout It de TRU                                              | 5:20  |
| 11. | Built This City (Produit par Just Blaze)                                   | We Built This City de Starship                                            | 6:03  |
| 12. | Let's Go (featuring Hell Rell – Produit par The Heatmakerz)                |                                                                           | 2:02  |